# Trynidad i Tobago na Mistrzostwach Świata w Lekkoatletyce 2009
Trynidad i Tobago na Mistrzostwach Świata w Lekkoatletyce 2009 – reprezentacja Trynidadu i Tobago podczas czempionatu w Berlinie liczyła 17 zawodników. Zdobyła 1 medal srebrny i 2 brązowe.

## Medale
- Darrel Brown, Marc Burns, Emmanuel Callender i Richard Thompson –  srebrny medal w sztafecie 4 x 100 m
- Renny Quow –  brązowy medal w biegu na 400 m
- Josanne Lucas –  brązowy medal w biegu na 400 m przez płotki

## Występy reprezentantów Trynidadu i Tobago

### Mężczyźni
| Konkurencja                | Zawodnik                                                                   | Eliminacje | Eliminacje | Ćwierćfinał   | Ćwierćfinał   | Półfinał      | Półfinał      | Finał         | Finał         |               |               |
| Konkurencja                | Zawodnik                                                                   | Wynik      | Poz.       | Wynik         | Poz.          | Wynik         | Poz.          | Wynik         | Poz.          |               |               |
| -------------------------- | -------------------------------------------------------------------------- | ---------- | ---------- | ------------- | ------------- | ------------- | ------------- | ------------- | ------------- | ------------- | ------------- |
| Bieg na 100 m              | Richard Thompson                                                           | 10,36      | 28.        | 10,08         | 8.            | 9,98 SB       | 5.            | 9,93 SB       | 5.            |               |               |
| Bieg na 100 m              | Marc Burns                                                                 | 10,39      | 34.        | 10,12         | 10.           | 10,01 SB      | 7.            | 10,00 SB      | 7.            |               |               |
| Bieg na 100 m              | Emmanuel Callender                                                         | 10,24      | 6.         | 10,27         | 26.           | Nie awansował | Nie awansował | Nie awansował | Nie awansował | Nie awansował | Nie awansował |
| Bieg na 200 m              | Rondel Sorrillo                                                            | 20,74      | 12.        | 20,58         | 11.           | 20,63         | 13.           | Nie awansował | Nie awansował |               |               |
| Bieg na 200 m              | Emmanuel Callender                                                         | 20,81      | 16.        | 20,62         | 14.           | 20,70         | 15.           | Nie awansował | Nie awansował |               |               |
| Bieg na 200 m              | Aaron Armstrong                                                            | 21,38 SB   | 47.        | Nie awansował | Nie awansował | Nie awansował | Nie awansował | Nie awansował | Nie awansował |               |               |
| Bieg na 400 m              | Renny Quow                                                                 | 45,21      | 4.         |               |               | 44,53 PB      | 2.            | 45,02         | 3.            |               |               |
| Bieg na 400 m przez płotki | Jehue Gordon                                                               | 48,66 NR   | 3.         |               |               | 48,77         | 8.            | 48,26 NR      | 4.            |               |               |
| Sztafeta 4 x 100 m         | Darrel Brown Marc Burns Emmanuel Callender Richard Thompson Keston Bledman | 38,47      | 2.         |               |               |               |               | 37,62 NR      | 2.            |               |               |

### Kobiety
| Konkurencja                | Zawodniczka                                                      | Eliminacje | Eliminacje | Ćwierćfinał | Ćwierćfinał | Półfinał | Półfinał | Finał          | Finał          |
| Konkurencja                | Zawodniczka                                                      | Wynik      | Poz.       | Wynik       | Poz.        | Wynik    | Poz.     | Wynik          | Poz.           |
| -------------------------- | ---------------------------------------------------------------- | ---------- | ---------- | ----------- | ----------- | -------- | -------- | -------------- | -------------- |
| Bieg na 100 m              | Kelly-Ann Baptiste                                               | 11,42      | 16.        | 11,05       | 5.          | 11,07    | 8.       | Nie awansowała | Nie awansowała |
| Bieg na 100 m              | Semoy Hackett                                                    | 11,36      | 9.         | 11,37       | 14.         | 11,45    | 14.      | Nie awansowała | Nie awansowała |
| Bieg na 100 m              | Ayanna Hutchinson                                                | 11,54      | 27.        | 11,40       | 16.         | 11,58    | 16.      | Nie awansowała | Nie awansowała |
| Bieg na 200 m              | Kelly-Ann Baptiste                                               | 23,00      | 11.        |             |             | 22,96    | 13.      | Nie awansowała | Nie awansowała |
| Bieg na 100 m przez płotki | Aleesha Barber                                                   | 13,19      | 22.        |             |             | 13,06 SB | 18.      | Nie awansowała | Nie awansowała |
| Bieg na 400 m przez płotki | Josanne Lucas                                                    | 55,41      | 8.         |             |             | 53,98 NR | 2.       | 53,20 NR       | 3.             |
| Sztafeta 4 x 100 m         | Reyare Thomas Kelly-Ann Baptiste Ayanna Hutchinson Semoy Hackett | 43,22 NR   | 6.         |             |             |          |          | 43,43          | 7.             |

| Konkurencja    | Zawodniczka           | Kwalifikacje | Kwalifikacje | Finał          | Finał          |
| Konkurencja    | Zawodniczka           | Wynik        | Poz.         | Wynik          | Poz.           |
| -------------- | --------------------- | ------------ | ------------ | -------------- | -------------- |
| Pchnięcie kulą | Cleopatra Borel-Brown | 17,99        | 13.          | Nie awansowała | Nie awansowała |
| Pchnięcie kulą | Annie Alexander       | 16,01        | 27.          | Nie awansowała | Nie awansowała |